# Херман и Доротея
„Херман и Доротея“ (на немски: Hermann und Dorothea) е епическа поема на немския писател, поет и драматург Йохан Волфганг фон Гьоте (1749 – 1832), публикувана през 1798 г.

## Възникване
През лятото на 1788 година, месеци преди щурмуването на Бастилията във Франция, Йохан Волфганг Гьоте се завръща от своето италианско пътешествие. Завръща се променен, възроден, по-углъбен в себе си, но и повече отчужден от княжеската среда в малкия град Ваймар. Общувал с един по-жизнерадостен, по-непосредствен и по-красив свят, Гьоте понася в душата си нова светлина, нови възгледи за живота и хората. И тъкмо тогава съдбата го среща с другия велик поет не Германия – Фридрих Шилер. През следващите години двамата се сближават дотолкова, че се поражда онази необикновена творческа дружба, каквато историята на литературата не познава. Гьоте и Шилер – тъй противоположни в своето светоусещане и начин на мислене – взаимно обогатяват схващанията си, подлагат на проверка житейските и художествените си позиции. Шилер успява да подтикне Гьоте за нова поетическа дейност. Благодарение на неговото духовно присъствие Гьоте завършва романа си „Вилхелм Майстер“, а през 1797 година, след като прекарва няколко месеца в Швейцария, написва бюргерската идилия „Херман и Доротея“.

## Идея
В този стихотворен епос немският „княз на поетите“ се заема, както само отбелязва, „да отрази големите движения и промени на световния театър в едно малко огледало“. Затова пренася един действителен епизод от прогонването на залцбургските протестанти през 1732 година във времето на Френската революция. Основен мотив на поемата става любовта и задомяването на един обикновен момък от провинциално немско градче с патриархални нрави. Той е възпитан в култ към трудолюбието и реда, към спокойствието и уюта на един безизкуствен бюргерски бит, незасегнат от цивилизацията. Сам Гьоте казва, че в „Херман и Доротея“ рисува „естествените форми на човешкия живот“. Така епическата поема се превръща в идилия, но в идилия от по-висш разред, защото съдържанието ѝ не се изчерпва с изобразяването на едно съществуване близко до природата. Епосът на Гьоте няма нищо общо с изкуствените пасторалии в стил рококо; в него липсват сладкодумни овчарки от някаква измислена Аркадия, не се описват любовни копнежи на пастири, които съчиняват песни или се състезават помежду си в надсвирване и надпяване.

## Природа и история
Освен до природата, животът в Гьотевата поема е близък и до историята, той е обвеян от големите събития във Франция и Германия от онова време. Случката в малкото градче, пресъздадена поетически в „Херман и Доротея“, разкрива черти, характерни за множество малки градчета в долината на Рейн от XVIII век. Тия типични черти има Гьоте предвид, когато посочва, че в своя епос е изобразил „чисто човешкото“, освободено от всичко несъществено. Ала на това „чисто човешко“ поетът е придал идеални измерения. Защото пак по думите на Гьоте – „какво представлява реалното само по себе си? Ние му се радваме, когато е изобразено правдиво, нещо повече, то може да обогати знанието ни за известни неща, но същинската печалба за нашата по-висша природа се крие все пак само в идеалното, което е излъчено от сърцето на поета“. Така че бюргерската идилия „Херман и Доротея“ е изникнала не само от наблюденията и впечатленията на Гьоте, добити при отстъплението на немските войски от революционна Франция, но и от идеалните му представи за света и мястото на човека в него.

## Сюжет
Умереност в поривите
Завръзката на сюжета се подготвя от спокоен разговор между стопанина и стопанката на гостилница „Златния лъв“ в едно градче на десния бряг на река Рейн. Цялото население е излязло да види бежанците, пропъдени от революционните събития във Франция. Всеки иска да помогне на клетниците. С дрехи и храна е тръгнал и Херман – синът на двамата стопани. Когато гражданите започват да се връщат, бащата поканва на чаша вино младия пастор и аптекаря, и те описват кервана на прокудените. Разговорът е пространен, епичен, без напрежение. Грижливата стопанка е наляла бистрото рейнско вино в кристални чаши. Приятелите са се разположили край облата, тежка дъбова маса с тъмнокафяви багри. Речта им е изпъстрена с подробности от бита, с предметна красота. От сцената вее свобода и непринуденост.
Като човек на Просвещението и хуманист Гьоте е настроен враждебно към войната. Затова поемата „Херман и Доротея“ е пронизана от дух на миролюбие, а ненавистта, породена от страданията на прокудените, не е необуздана – всичко тук е подчинено на класическата умереност.
Простота и величие
Изпълнена с благородна простота и спокойно величие е картината, която Херман рисува пред очите на родителите си, когато се завръща от лагера на бежанците. Той пожелава да се ожени тъкмо сега, когато немалко добри момичета се нуждаят от мъжка закрила, а той – от вярна стопанка. В своята бюргерска практичност бащата го съветва да вземе за жена дъщерята на никой състоятелен търговец. Херман обаче се противопоставя и с цветисти думи разказва как е бил обиждан и подиграван от дъщерите на техния богат съсед. Бащата се разсърдва и упреква сина си в непрокопсаност и липса на честолюбие. Атмосферата е тържествена и в същото време всекидневна.
В тези стихове Гьоте дава израз на своя съкровен възглед, защитил на дело чрез женитбата си с простата цветарка Кристиане Вулпиус, че деятелната жизненост и силата на характера са по-ценни от парите и положението в обществото и че преди всичко всеотдайният труд и естествената човечност са онези добродетели, които правят възможен един хармоничен съвместен живот. Затова майката защитава сина си, посочва го като отличен стопанин, за пример в града.
В състояние на душевна угнетеност героят на Гьоте се разкрива като смел и родолюбив момък, който желае да отдаде сърцето си на отечеството и с това да докаже, че притежава гордост и може да стигне по-горе от другите хора, но не чрез придобито богатство, а чрез своята храброст и нравствена сила. Херман признава на майка си, че е влюбен в красивата девойка от кервана на бежанците, която е видял да кара волската кола. Ако още същия ден той не я вземе в дома си, тя ще замине завинаги и тогава тежките имоти ще бъдат без полза за него, родната къща и градината ще му станат омразни, та дори майчината обич не ще може да го стопли. Благата и умна майка, олицетворение на Гьотевия идеал за жената като покровителка и съветница на мъжа, му обещава да склони бащата да приеме за снаха достойното момиче, въпреки неговата бедност. Напрежението в поемата се засилва, в нея прозвучават трагически нотки.
Разбити илюзии
В шестата песен, озаглавена „Клио“ – музата на историята, – старейшината на бежанците разказва за страданията на своите съграждани. Някога сърцата им са туптели волно и чисто, когато стигнала до тях революционната вест от съседна Франция, когато са чули за правата на човека, за въодушевяващата свобода и благодатното равенство. Сетне обаче започнала войната и скоро небето се помрачило. Едно покварено поколение, недостойно да твори добро, започнало да се бори за предимствата на властта. Те се убивали взаимно и потискали своите нови съседи и братя. И когато щастието се обърнало в полза на немците, всички грабнали оръжие, заудряли безспирно камбаните с прикана за бран. Мирните земеделски сечива бързо се преобразили в мечове, започнала да капе кръв от всяка вила и коса.
Старейшината разказва за едно младо момиче, което спасило себе си и други девойки от поругание при нападение на дезертьори. В тази сцена е изразена идеалната Гьотева представа за нравственото величие на обикновения човек, когато е застрашена неговата чест и достойнство.
Красива душа
Оказва се, че това героично момиче не е никое друго, а Доротея, избраницата на Херман. Мнозина Гьотеви съвременници, като естествоизпитателя и географа Александър фон Хумболт, упреквали поета, че неговата Доротея при нападението на враговете се хванала за оръжието и се сражавала. Гьоте обаче смята, че без такава черта характерът на тази изключителна девойка, отговарящ на онази епоха и на онези обстоятелства, би бил унищожен и тя би се снизила до редицата на обикновените хора.
Седмата, най-хубава песен, носеща името на музата на любовта Ерато, е посветена на Доротея. Докато стои унесен на пътя, Херман е изненадан от появата на любимата си. Той я гледа как се движи по пътеката между класилите ниви с една голяма и една малка стомна в ръце – стройна и хубава! Когато идва при него, двамата слизат по широките каменни стъпала към извора и сядат въз ниския зид. Доротея се навежда да начерпи вода. Херман взема другата стомна и се навежда също. И те виждат лицата си сред отразеното синьо небе – как си кимат нежно в разлюляната бистра вода.
С благородното си сърце момичето излъчва хубост на очароваща добродетел, каквато е присъща, според старогръцкия идеал, на една „красива душа“. Образът на Доротея е накарал немския критик и теоретик на романтизма Аугуст Вилхелм Шлегел да възкликне: „Херман и Доротея“ е във висша степен нравствена поема – не поради някаква нейна морална цел, а защото нравствеността е стихията на нейните красиви изображения.“. Величествена е картината, когато двамата млади крачат през полето по пътя за града, вървят срещу огромното залязващо слънце. Над главите им свети месецът, те с мълчалива радост гледат прозрачната вечер и буйните жита наоколо. Когато Доротея се препъва, силният момък я прихваща и тя се отпуска леко на рамото му. Макар да я прегръща, той проявява сдържаност и след кратка почивка я отвежда у дома си.
Идилия
Подобно на Омир поетът се обръща към деветте музи, дали имената на отделните песни, да закрилят и в бъдеще влюбените. На вратата на скромния дом, където всички са загрижени в очакване, застават Херман и Доротея. Бащата е възхитен от девойката и изказва радостта си от избора на своя син. Този връх на поемата е облъхнат от спокойна и светла тържественост. В края на поемата пасторът сгодява Херман и Доротея. Този щастлив, идиличен завършек означава основаването на един здрав бюргерски домашен порядък въз основата на високи нравствени стойности.

## Въздействие
В писмо до Гьоте Фридрих Шилер определя въздействието на поемата по следния начин: „Вашето близко отношение към определена форма на живот ѝ придава завършеност, а възвишеното благородно спокойствие се смесва красиво със страстния тон на настоящето. Това за мене е ново отрадно преживяване как поетическият дух бързо и щастливо подчинява на себе си всичко всекидневно и чрез един-единствен размах, който сам си дава, се освобождава от неговите окови.“
Издигането на обикновения битов сюжет до висотата на идеала е подпомогнато и от формата на поемата. Тя е написана в правилен хекзаметър и е разделена на девет песни, всяка от която носи името на някоя от музите – покровителки на изкуствата. Връзката между мястото на богинята в древногръцката митология и съдържанието на съответната песен създава онова скрито напрежение между мит и живот, което придава на Гьотевата поема съвършена художествена красота.

## Литературен успех
Докато в поемата си Гьоте рисува идеализирана картина на немската действителност, както е отговаряла на неговите въжделения, съвременният му немски бюргер обаче е повярвал, че в „Херман и Доротея“ вижда своето истинско изображение. Затова тази творба се е превърнала в единствения голям успех сред публиката в класическия период на поета. Тук Гьоте по изключителен начин се е справил с почти неразрешимата художествена задача да се изобразят събития от всекидневния живот в чист епически стил.
В друго свое писмо Фридрих Шилер възкликва, че в „Херман и Доротея“ звучи гласът на Омировски рапсод в един нов политически реторичен свят. „Това произведение – смята Шилер – е напълно съвършено по своя жанр, патетически могъщо и все пак прелестно в най-висока степен“. А по думите на самия Гьоте всичко тук изглежда по-ясно, по-чисто ѝ по-нравствено.
Секретарят на поета, Екерман, отбелязва в спомените си, че „Херман и Доротея“ е била за Гьоте единствената поема, която в края на неговия живот му е доставяла радост, и че той не можел никога да я чете, без дълбоко да се вълнува. А на съвременния читател тази бюргерска идилия въздейства преди всичко със своята висша, непостижима ведрост на духа.